# Закостілля
Закостілля —  один з районів малоповерхової садибної забудови міста Мостиська (колишнє приміське село) на лівому березі річки Січна, відділений від міста Окружною дорогою.

## Історія
У 1890 році село Закостілля належало до Мостиського повіту Королівства Галичини та Володимирії Австро-Угорської імперії, в селі було 99 будинки та мешкало 588 осіб, з них 20 греко-католиків, 542 римо-католики, 26 юдеїв.
На 1 січня 1939 року в селі мешкало 700 осіб, з них 20 українців, 670 поляків і 10 євреїв. Село входило до ґміни Мосьціска Мостиського повіту Львівського воєводства Польської республіки. Після анексії СРСР Західної України в 1939 році село включене до Мостиського району Дрогобицької області.

## Сучасність
В селі зберігся костел святого Архангела Михаїла, 1900 року побудови, Мостиський деканат РКЦ.